# Массовое убийство в Бикерниекском лесу
Массовое убийство в Бикерниекском лесу — расстрел от 35 до 46 тысяч жертв нацизма, в большинстве своём латвийских евреев, в Бикерниекском лесу вблизи Риги в Латвии с 1941 по 1944 годы.

## История
Массовое уничтожение евреев в Бикерниекском лесу началось 7 июля 1941 года. Первыми жертвами стали несколько тысяч мужчин, расстрелянных в первые недели июля. До конца сентября 1941 года в Бикерниеках было убито 5 тысяч евреев. В 1942 году здесь были убиты 12 тысяч евреев из Австрии, Германии и Чехословакии, в 1943 — нетрудоспособные узники Рижского гетто, а в 1944 — нетрудоспособные узники концлагеря Кайзервальд.
Вначале расстрелы осуществляли немцы совместно с коллаборационистами из так называемой команды Арайса, в дальнейшем Арайс и его подчинённые стали основными исполнителями массовых казней.
По данным Чрезвычайной комиссии по расследованию нацистских преступлений, всего в Бикерниеках было убито 46 500 человек. По мнению современных учёных, всего там было убито около 35 тысяч человек, из них 20 тысяч евреев. Всего в лесу обнаружено, по разным данным, 55 или 57 массовых захоронений.
В 2001 году архитектор Сергей Рыж разработал проект мемориального комплекса, который был открыт на месте массовых захоронений 30 ноября того же года. Поддержку проекту оказали ряд немецких и австрийских организаций.